# Royal Rumble 1990
Royal Rumble 1990 was een pay-per-viewevenement in het professioneel worstelen dat georganiseerd werd door de World Wrestling Federation (WWF). Dit evenement was de 3de editie van Royal Rumble en vond plaats in het Orlando Arena in Orlando (Florida) op 21 januari 1990.

## Matchen
| Nr.                                                                          | Match                                                                             | Winnaar(s)                                          |
| ---------------------------------------------------------------------------- | --------------------------------------------------------------------------------- | --------------------------------------------------- |
| -                                                                            | The Brooklyn Brawler vs. Paul Roma in een één-op-één match                        | Paul Roma                                           |
| 1                                                                            | The Bushwhackers vs. The Fabulous Rougeaus (met Jimmy Hart) in een tag team match | The Bushwhackers                                    |
| 2                                                                            | Brutus Beefcake vs. The Genius in een één-op-één match                            | Geen; match eindigde in een dubbele diskwalificatie |
| 3                                                                            | Ronnie Garvin vs. Greg Valentine (met Jimmy Hart) in een submission match         | Ronnie Garvin                                       |
| 4                                                                            | The Big Boss Man (met Slick) vs. Jim Duggan in een één-op-één match               | Jim Duggan; diskwalificatie van The Big Boss Man    |
| 5                                                                            | Royal Rumble match                                                                | Hulk Hogan                                          |
| (c) huidige kampioen voor en na de match \| (nc) nieuwe kampioen na de match |                                                                                   |                                                     |

### Royal Rumble match
| Draw | Entree               | Orde | Geëlimineerd door                      | Tijd  |
| ---- | -------------------- | ---- | -------------------------------------- | ----- |
| 1    | Ted DiBiase          | 18   | Ultimate Warrior                       | 44:47 |
| 2    | Koko B. Ware         | 1    | DiBiase                                | 01:36 |
| 3    | Marty Jannetty       | 2    | DiBiase                                | 01:35 |
| 4    | Jake Roberts         | 3    | Savage                                 | 10:03 |
| 5    | Randy Savage         | 4    | Rhodes                                 | 10:10 |
| 6    | Roddy Piper          | 7    | Brown                                  | 12:20 |
| 7    | The Warlord          | 5    | Andre                                  | 08:16 |
| 8    | Bret Hart            | 9    | Rhodes                                 | 16:16 |
| 9    | Bad News Brown       | 6    | Piper                                  | 06:04 |
| 10   | Dusty Rhodes         | 12   | Earthquake                             | 18:18 |
| 11   | André the Giant      | 10   | Ax and Smash                           | 10:16 |
| 12   | The Red Rooster      | 8    | Andre                                  | 01:58 |
| 13   | Ax                   | 13   | Earthquake                             | 12:50 |
| 14   | Haku                 | 20   | Hogan                                  | 22:31 |
| 15   | Smash                | 16   | Haku                                   | 15:01 |
| 16   | Akeem                | 11   | Snuka                                  | 02:31 |
| 17   | Jimmy Snuka          | 19   | Hogan                                  | 17:03 |
| 18   | Dino Bravo           | 15   | Ultimate Warrior                       | 06:13 |
| 19   | Earthquake           | 14   | Snuka, Smash, Haku, DiBiase & Neidhart | 02:31 |
| 20   | Jim Neidhart         | 17   | DiBiase, Martel & Ultimate Warrior     | 08:42 |
| 21   | The Ultimate Warrior | 25   | Hogan                                  | 14:29 |
| 22   | Rick Martel          | 24   | Ultimate Warrior                       | 08:14 |
| 23   | Tito Santana         | 21   | Ultimate Warrior                       | 05:09 |
| 24   | The Honky Tonk Man   | 22   | Hogan                                  | 04:01 |
| 25   | Hulk Hogan           | 30   | Winnaar                                | 12:49 |
| 26   | Shawn Michaels       | 23   | Ultimate Warrior                       | 00:12 |
| 27   | The Barbarian        | 26   | Hercules                               | 05:47 |
| 28   | Rick Rude            | 28   | Hogan & Perfect                        | 06:29 |
| 29   | Hercules             | 27   | Rude                                   | 03:02 |
| 30   | Mr. Perfect          | 29   | Hogan                                  | 03:32 |